# Confederazione Argentina
La Confederazione Argentina (in spagnolo: Confederación Argentina) era il regime in vigore in Argentina dal 1831 al 1861, quando le province furono organizzate in confederazione. Il generale Juan Manuel de Rosas gestì le relazioni esterne del paese durante questo periodo come principale leader della confederazione. Durante il suo regno, la Confederazione argentina resistette agli attacchi del Brasile, della Confederazione Perù-Bolivia, dell'Uruguay, del Paraguay, della Francia e del Regno Unito, nonché di altre fazioni durante le guerre civili argentine.
La Confederazione argentina era allora formata da quattordici province autonome, quelle di Buenos Aires, Santa Fe, Enre Ríos Corrientes, Tucumán, Salta, Jujuy, Santiago del Estero, Catamarca, Cordova, La Rioja, San Juan, Provincia di San Luis San Luis e Mendoza.
Rosas fu estromesso dal potere nel 1852 dal generale Justo José de Urquiza, dopo la battaglia di Caseros. Urquiza convocò l'Assemblea costituente nel 1853 per redigere una nuova costituzione. Buenos Aires resistette a Urquiza e si separò dalla Confederazione nel 1852 per diventare lo Stato di Buenos Aires.
Nel 1861, il governatore statale Bartolomé Mitre sconfisse le truppe di Urquiza nella battaglia di Pavón (1861), dove divenne misteriosamente vittorioso dopo che Urquiza si ritirò quasi senza combattere. Dopo questa vittoria, Buenos Aires rientrerà nella Confederazione, accettando la Costituzione del 1853, ma solo dopo che furono apportate modifiche favorevoli, durante la riforma del 1860. Successivamente fu nominato presidente costituzionale dell'Argentina nel 1862 per un periodo di 6 anni. La confederazione fu quindi sciolta a beneficio della Repubblica Argentina.

## Storia
Il territorio delle Province Unite del Río de la Plata si era costituito come una confederazione a partire dal 1835, quando Juan Manuel de Rosas prese il controllo di Buenos Aires e della rappresentanza straniera del paese, quindi il nome "Confederazione Argentina" è usato per riferirsi al periodo tra il 1835 e il 1852.
Era uno stato federale basato su trattati interprovinciali, senza una costituzione nazionale e con esiliati politici dal Partito Unitario in Uruguay, Cile e Bolivia in guerra permanente per riconquistare il potere.
Durante questo periodo fu combattuta la così detta Guerra Grande sul suolo uruguaiano, in cui si scontrarono Federales e Unitarios di entrambi i paesi. In Uruguay, i Federales erano dalla parte dei Blancos, mentre gli Unitarios combatterono a fianco dei Colorados. Intendevano invadere l'attuale territorio del Rio Grande do Sul sostenendo i Farrapos, per recuperare l'area perduta dell'ex Provincia delle Missiones Orientales, che era occupata dai Gauchos argentini. Con la fine della Guerra dei Farrapos e il sostegno dell'Impero del Brasile al Partito Colorado e al Partito Unitario, i piani di de Rosas terminarono.
Vi era anche la cosiddetta guerra contro la Confederazione Perù-Bolivia, che era un conflitto di schermaglie per impedire il sostegno alle forze Unitarios dal nord.